# Regatul Albaniei (1928–1939)
Regatul albanez (albaneză: Mbretëria Shqiptare) a fost o monarhie constituțională în Albania între 1928 și 1939. În această perioadă Albania a fost un protectorat de facto al Regatului Italiei.Albania a fost declarată o monarhie de către Adunarea Constituantă, și Zogu I a fost încoronat rege. Regatul a fost o restaurare a identității regale  ce a supraviețuit din timpul domniei lui Scanderbeg în secolul 15. A asigurat, de asemenea,în permanența democrația și ordinea în Albania, care tocmai și-a redobândit independența față de Imperiul Otoman în 1912. Regatul a fost susținut de către regimul fascist din Italia și cele două țări au menținut relații strânse până la invazia bruscă italiană a țării în 1939. Aceasta a fost singura țara europeana condusa de un monarh musulman după dizolvarea Imperiului Otoman în 1922.